# Black Pudding (album)
Black Pudding è un album in studio collaborativo del cantante statunitense Mark Lanegan e del polistrumentista britannico Duke Garwood, pubblicato nel 2013.

## Tracce
1. Black Pudding – 2:54
2. Pentacostal – 3:59
3. War Memorial – 2:13
4. Mescalito – 6:18
5. Sphinx – 3:28
6. Last Rung – 1:56
7. Driver – 3:30
8. Death Rides a White Horse – 3:59
9. Thank You – 2:49
10. Cold Molly – 4:29
11. Shade of the Sun – 3:59
12. Manchester Special – 4:50